# 13298 Namatjira
13298 Namatjira (1998 RD5) là một tiểu hành tinh vành đai chính được phát hiện ngày 15 tháng 9 năm 1998 bởi J. Broughton ở Reedy Creek Observatory.